# 列夫·瓦西列维奇·伊斯梅洛夫
列夫·瓦西列维奇·伊斯梅洛夫（俄语：Лев Васи́льевич Изма́йлов，1685年1月20日—1738年1月3日），俄罗斯帝国军官、外交官。
出生于伊斯梅洛夫家族，这一家族是梁赞大公国的著名贵族家族。后来加入普列奥布拉任斯基军团，最高军衔为中将。
1719年，伊斯梅洛夫被任命为大使，前往中国，试图签订一个贸易条约。他于1720年到达北京，递交国书，受到康熙皇帝的接见。1722年回到莫斯科，向外交部递交康熙皇帝回复的书信。